# آینو کیشی
آینو کیشی (انگلیسی: Aino Kishi؛ زاده ۱ فوریهٔ ۱۹۸۸) یک بازیگر پورنوگرافی اهل ژاپن است.